# Emmy Carrero
Emmy Marianne Carrero Mora (Mérida, 24 de febrero de 1995) se graduó como Licenciada en Administración de Empresas, mención Mercadeo. Es modelo, reina de belleza y presentadora de televisión venezolana. Fue Miss Intercontinental Venezuela en el año 2021, logrando obtener el título de 5.ª finalista y reconocida por ser la primera venezolana en lograr el título Power of Beauty de dicho concurso internacional de belleza.
En la actualidad es CEO de Todos Somos Hermanos Venezuela (TSHV), una fundación sin fines de lucro con el objetivo de ayudar a los niños y niñas más vulnerables de su estado y país Venezuela.

## Concursos de belleza

### Señorita Mérida Internacional 2014
Emmy ganó el reinado Señorita Mérida Internacional 2014, para posteriormente participar en el Casting Televisivo del Miss Venezuela en el año 2015.

### Señorita Deporte 2015
Emmy ganó el reinado Señorita Deporte Internacional realizado en la capital de Venezuela en el año 2015, título que le otorgaría la posibilidad de representar a Venezuela en el concurso internacional Miss Grand en el año 2016.

### Miss Global Beauty Venezuela 2021
Emmy representó al Estado Tachira en el certamen nacional coronándose como Global Beauty y Miss Intercontinental Venezuela en el mes de diciembre de 2021. También obtuvo los títulos de Miss Fotogénica, Elegancia, Belleza Integral y Miss Interactiva 2.0.

### Miss Intercontinental 2022
Emmy representó a Venezuela en el certamen Miss Intercontinental 2022 realizado en Sharm_el-Sheij, Egipto donde se posicionó como 5.ª finalista del concurso además de obtener el título Power Of Beauty 2022, reconocimiento que la impulsa a seguir realizando labores sociales a nivel internacional.

### Incursión en la Televisión[6]
En el año 2014 incursionó por primera vez en televisión regional siendo presentadora de un Magazine (Click) en Net TV (Somos Mas), donde obtuvo un premio Latinoamericano de Oro como reconocimiento por ser el Programa Revelación del año. 
En febrero de 2022, ingresa como presentadora de PanaNews de Panavision TV, siendo esta una experiencia más en la televisión, después de haber superado la fase de prueba.
En la actualidad y desde mediados del 2023 ingresa a PLOUS TV como TV Host principal en Venezuela de este canal international. También bajo esta plataforma de Plous TV ha sido presentadora de grandes certámenes de belleza.
Forma parte de CANAL DIPLOMATICO como ancla en el que ha realizado algunos cubrimientos de vital importancia en el informativo, eventos diplomáticos, entre otras.

### Modelaje
Modelo e Imagen en diversos países para marcas como:  SHAKY Fur & Leather en Turquía, Natasha Valencia en Venezuela, Champagne D.ROCK en Alemania, Meraki Resort en Egipto.
Modelo e Imagen de Tiendas MOIXI Venezuela, HONOR Venezuela y RoseLab Cosmetics.